# Bój pod Kąkolewnicą
Bój pod Kąkolewnicą – starcie pomiędzy polską Brygadą Jazdy Ochotniczej a bolszewicką 170 Brygadą Strzelców, do którego doszło 17 sierpnia 1920 roku w rejonie wsi Kąkolewnica, podczas Bitwy Warszawskiej.
Podczas nocnej walki za cenę niewielkich strat polska kawaleria pokonała dwa bolszewickie pułki. Zwycięstwo umożliwiło wyzwolenie Międzyrzeca Podlaskiego i znacznie skomplikowało położenie bolszewickiej 16 Armii.

## Preludium
16 sierpnia 1920 roku oddziały Frontu Środkowego pod osobistym dowództwem Naczelnego Wodza Józefa Piłsudskiego rozpoczęły znad Wieprza kontruderzenie na odsłoniętą flankę bolszewickiego Frontu Zachodniego. Polska kontrofensywa szybko uzyskała całkowite powodzenie. W ciągu dwóch dni rozbito południowe skrzydło nacierającej na przedmoście warszawskie 16 Armii Nikołaja Sołłohuba oraz przecięto jej najważniejsze linie komunikacyjne.
Jedną z polskich jednostek uczestniczących w kontruderzeniu znad Wieprza była Brygada Jazdy Ochotniczej. Została sformowana na Lubelszczyźnie pod koniec lipca 1920 roku, jej dowódcą był mjr Feliks Jaworski. W skład brygady wchodziły trzy dwuszwadronowe pułki jazdy ochotniczej: 1. wołyński, 2. lubelski, 3. siedlecki. Przed rozpoczęciem kontrofensywy wzmocniono ją dodatkowo doświadczonym 4. dywizjonem 1 pułku strzelców konnych. Tym samym grupa jazdy mjr. Jaworskiego liczyła łącznie około 550 żołnierzy i 16 ckm.
Początkowo brygada była rozlokowana w rejonie Firleja i stanowiła odwód Frontu Środkowego. Szybko skierowano ją jednak w rejon Radzynia Podlaskiego, w lukę, która wytworzyła się między polskimi 3 i 4 Armią. 16 sierpnia pod wsią Borki 1. szwadron pułku lubelskiego rozbił szarżą napotkany oddział bolszewickiej piechoty. Następnie kawalerzyści pozostawili konie i pieszo pomaszerowali do Radzynia, na który uderzyli około godziny 14:00. W mieście stacjonowało w tym czasie około 270 czerwonoarmistów z 508 i 510 pułków strzelców, wchodzących w skład 170 Brygady Strzelców. Polski atak całkowicie zaskoczył przeciwnika, który wycofał się w nieładzie. Kawalerzyści wzięli około 80 jeńców oraz zdobyli duże ilości broni, amunicji, żywności i furażu.

## Przebieg starcia
Jeszcze tego samego dnia do odpoczywającej w Radzyniu brygady dotarł rozkaz wydany osobiście przez Naczelnego Wodza, w którym nakazywano mjr. Jaworskiemu bezzwłocznie uderzyć na Międzyrzec Podlaski. Brygada miała opanować miasto, a jeżeli okazałoby się to zadaniem ponad jej siły – zablokować je do czasu nadejścia piechurów z 1 Dywizji Piechoty Legionów.
Wymarsz nastąpił 17 sierpnia o godzinie 1:00 w nocy. Polski plan przewidywał, że Międzyrzec zostanie oskrzydlony od wschodu i zachodu, a jednocześnie zaatakowany frontalnie od strony szosy radzyńskiej. Z tego powodu brygada została podzielona na trzy kolumny:
- kolumna prawa, którą tworzył 4. dywizjon 1 psk, miała poruszać się trasą Radzyń – Ostrówki – Międzyrzec; dowodził nią rtm. Zapolski
- kolumna środkowa, którą tworzyły 1. pułk wołyński, 1. szwadron 2. pułku lubelskiego oraz zbiorczy szwadron ckm, miała poruszać się szosą z Radzynia do Międzyrzeca; dowodził nią ppłk Szmidt
- kolumna lewa, którą tworzyły trzy szwadrony 2. pułku lubelskiego, miała poruszać się trasą Radzyń – Płudy – Ruskowola – Tuliłów; dowodził nią por. Trzaska-Jarzyński

W rejonie wsi Kąkolewnica kolumna środkowa natknęła się na bolszewicką piechotę w sile dwóch batalionów z 508 pułku strzelców. Przeciwnik dysponował dziesięcioma karabinami maszynowymi. Jako że warunki terenowe nie sprzyjały przeprowadzeniu konnej szarży, ułani pułku wołyńskiego spieszyli się, po czym przystąpili do ataku. Jego szybkość i gwałtowność zaskoczyły bolszewików, którzy pozostawiając części umundurowania, a nawet buty, wycofali się w nieładzie w kierunku na Mordy. Tam jednak natknęli się na polską lewą kolumnę. Ułani pułku lubelskiego przeprowadzili konną szarżę, całkowicie rozpraszając nieprzyjaciela.
Po rozbiciu bolszewików kolumny lewa i środkowa zatrzymały się na odpoczynek w Kąkolewnicy. Po kilku godzinach pod wieś podeszła jednak od zachodu bolszewicka kolumna. Był to 510 pułk strzelców, który usiłował przebić się na Międzyrzec lub Białą Podlaską. Czerwonoarmiści zaatakowali wieś, zostali jednak odparci po krótkiej, aczkolwiek zaciekłej walce. Zaalarmowany strzelaniną 4. dywizjon 1 psk wyruszył w pościg za wycofującym się nieprzyjacielem.

## Bilans

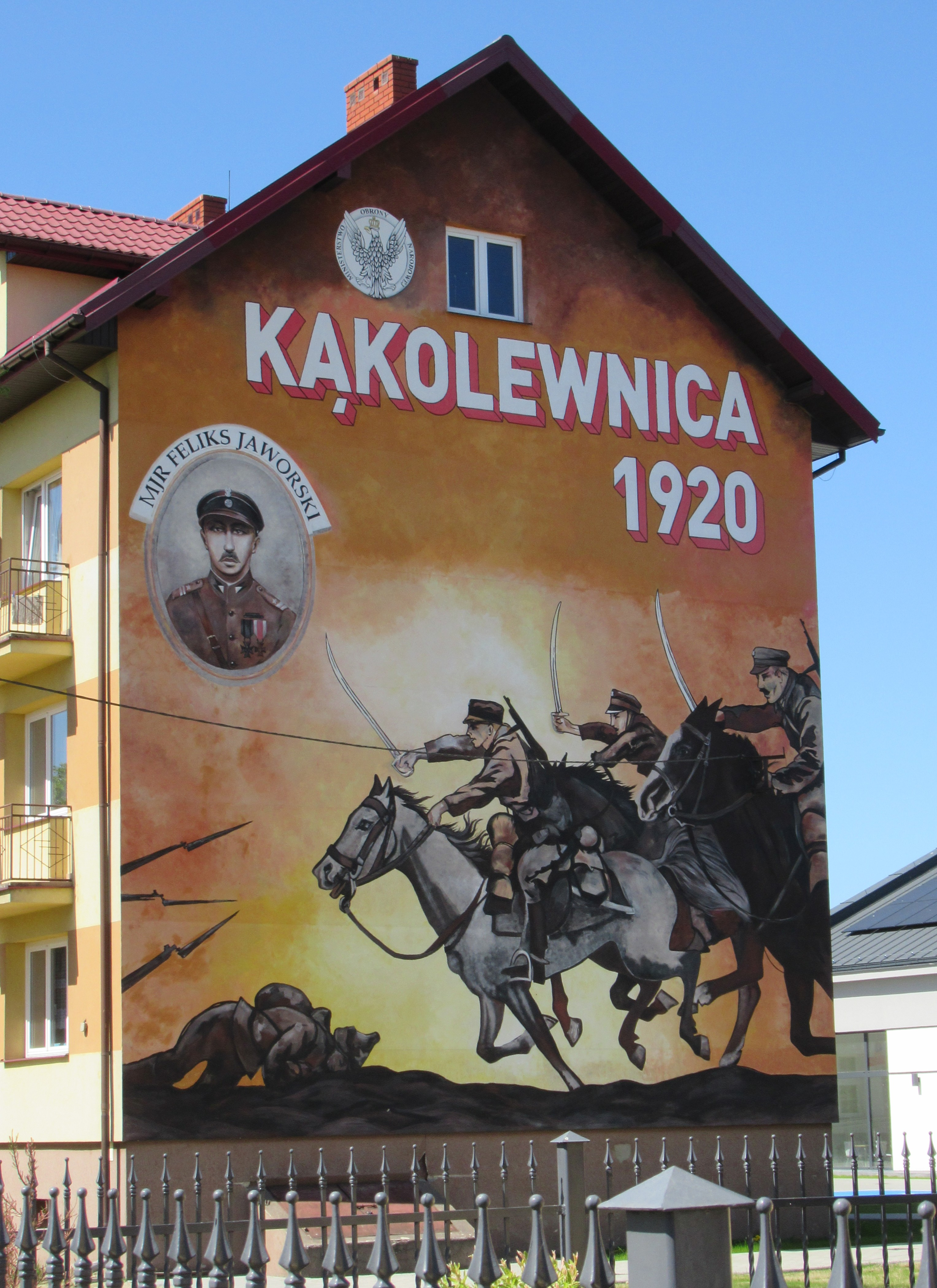
Kąkolewnica. Mural poświęcony bitwie.

Starcie pod Kąkolewnicą zakończyło się pełnym zwycięstwem grupy mjr. Jaworskiego. Bolszewicy stracili około 150 zabitych i 50 jeńców. W gronie poległych znalazł się m.in. dowódca 508 pułku strzelców oraz dowódcy jego dwóch batalionów. Brygada Jazdy Ochotniczej okupiła zwycięstwo stratą jednego zabitego i kilkunastu rannych, a także utratą kilkunastu koni.
17 sierpnia o godz. 14:30 kawalerzyści mjr. Jaworskiego wyzwolili Międzyrzec, praktycznie nie napotykając przy tym oporu przeciwnika. W mieście wzięto wielu jeńców oraz zdobyto tabory bolszewickiej 170 Brygady Strzelców. Utrata Międzyrzeca skomplikowała położenie bolszewickiej 16 Armii, zamykając jej drogę odwrotu na Brześć Litewski.